# Ilan Shor
Ilan Shor o Șor (ebraico: אילן שור; Tel Aviv, 6 marzo 1987) è un banchiere e politico moldavo di origine israeliana, oligarca, parlamentare della Moldavia e presidente del partito Shor filorusso. Fuggito a causa degli scandali, si è rifugiato prima in Israele e poi in Russia, dopo aver ricevuto la cittadinanza nel 2024.
Possedeva diversi affari in Moldavia, come la compagnia Dufremol (Duty-free) e la squadra calcistica FC Milsami. Nel 2014, è diventato segretario del Consiglio di salvataggio della Banca di Moldavia. Ha dichiarato in un'intervista di aver iniziato la sua carriera di affari a 13 anni in un negozio di telefonia mobile. È un grande amico di un altro milionario moldavo, Gabi Stati.
Shor è stato una figura chiave nello scandalo delle frodi bancarie del 2014, in cui circa 1 miliardo di dollari è stato trasferito dalle banche moldave per prestiti che non sarebbero stati rimborsati, con una perdita totale equivalente al 12% del PIL moldavo e l'arresto dell'ex primo ministro Vlad Filat. Nel giugno 2017 è stato condannato a 7,5 anni di carcere in contumacia per frode e riciclaggio di denaro e il 14 aprile 2023 la sua pena è stata aumentata a 15 anni. Tutti i beni moldavi di Shor sono stati inoltre sequestrati. Dopo aver trascorso un periodo agli arresti domiciliari, nel 2019 è fuggito in Israele, dove ha vissuto fino al 2024, per poi trasferirsi in Russia dopo aver avuto la cittadinanza.
Il 26 ottobre 2022 gli Stati Uniti lo hanno sanzionato per aver collaborato con “oligarchi corrotti ed entità con sede a Mosca per creare disordini politici in Moldavia”. Anche il Regno Unito e l'Unione europea hanno sanzionato Shor. Il suo partito filo-russo, Partito Șor, è stato bandito dalla Corte costituzionale della Moldavia il 19 giugno 2023 dopo mesi di proteste organizzate dallo stesso partito. Secondo la Corte, queste proteste erano finalizzate a destabilizzare la Moldavia e a fomentare un colpo di Stato per instaurare un governo filorusso. La Corte costituzionale ha revocato il divieto il 27 marzo 2024.

## Biografia
Ilan Shor è nato a Tel Aviv, in Israele, il 6 marzo 1987, da Miron Shor e sua moglie, ebrei moldavi di Chișinău emigrati in Israele verso la fine degli anni 70. La famiglia tornò a Chișinău intorno al 1990, quando Shor aveva appena due o tre anni, e suo padre intraprese affari in Moldavia. Secondo fonti vicine all'allora presidente moldavo Mircea Snegur, l'uomo d'affari israeliano Miron Shor, padre di Ilan, amico di Boris Birshtein, si trasferì in Moldavia nel 1991, su invito di Snegur. Suo padre è morto nel 2005.

### Lo scandalo di frode bancaria da 1 miliardo di dollari
Ilan Shor e il suo gruppo di compagnie hanno beneficiato delle fraudolente transazioni condotte in tre banche coinvolte nello scandalo di frode bancaria moldavo. Il 26 novembre 2014 le banche andarono in bancarotta e in seguito furono messe sotto speciale amministrazione della Banca Nazionale di Moldavia. Il 27 novembre, il Governo Moldavo, presieduto dal Primo Ministro Iurie Leancă, segretamente decise di salvare le tre banche con 870 milioni di dollari con prestiti di emergenza, coperto dai risparmi dello stato. Questo creò un deficit nelle finanze pubbliche moldave equivalente a un ottavo del PIL nazionale.
La settimana precedente le elezioni parlamentari del 2014, più di 750 milioni di dollari furono estratti dalle tre banche tra il 24 e il 26 novembre. Un furgone appartenente a Klassica Force, una compagnia posseduta da Shor, mentre trasportava 12 sacchi di cartelle bancarie, fu derubato e bruciato il 27 novembre. Dai computer delle banche furono cancellati registrazioni di molte transazioni.
Il 28 gennaio 2015 la Banca Nazionale della Moldavia ingaggiò la società di consulenza investigativa statunitense Kroll per condurre un'indagine sulla frode. Gli auditori revisionarono le transazioni nelle tre banche con fondi mancanti nel novembre 2014. Il report documenta il modo in cui le compagnie legate a Shor gradualmente presero il controllo delle banche e poi presumibilmente emisero ingenti prestiti alle compagnie affiliate. Si concluse che le tre banche trasferirono almeno 13.5 miliardi di lei a cinque compagnie moldave affiliate al gruppo Shor, controllate da Ilan Shor, tra il 24 e il 26 novembre.
Nel marzo 2015 Ilan Shor fu sospettato dal Centro Anti-Corruzione Nazionale (NAC) per il suo operato in Salva Banche. Il 17 marzo 2015 fu interrogato per 8 ore e gli ufficiali Anti Corruzione sequestrarono la sua proprietà personale. Il 6 maggio 2015 Shor fu condannato agli arresti domiciliari. A partire dal 2015, Shor era ancora a piede libero, dopo un periodo di arresti domiciliari. Nonostante ciò, gli fu permesso di candidarsi alle elezioni comunali della città di Orhei, che vinse con successo il 14 giugno.

## Carriera politica

### Sindaco di Orhei
Il 14 giugno 2015, Shor è stato eletto sindaco della città moldava di Orhei con il 62% dei voti, carica che ha ricoperto fino all'aprile 2019. Secondo i sondaggi effettuati nel 2019 relativi ai politici più popolari in Moldavia, Shor si è classificato al terzo posto tra i migliori politici in cui i moldavi avevano la massima fiducia, e da alcuni sondaggi è stato classificato al sesto e al settimo posto. 
Ha fondato il 3 ottobre 2016 il Partito ȘOR. Il 19 giugno 2023 la Corte costituzionale della Moldavia ha dichiarato illegale il movimento politico creato dal leader Shor.

## Vita privata
Dal 2011, Shor è sposato con la cantante russo-ebrea Jasmin (Sara Shor).  Oltre al figlio di Jasmin avuto da un precedente matrimonio, hanno una figlia, Margarita, nata nel 2012, e un figlio, Miron, nato nel 2016.